# Nabila Chihab
Nabila Chihab (ur. 5 września 1984 w Casablance) – marokańska siatkarka z włoskim obywatelstwem. Grająca na pozycji środkowej,obecnie reprezentuje klub RDM Pomezia Roma.

## Kluby
| Klub                          | Kraj | Lata gry    |
| ----------------------------- | ---- | ----------- |
| RDM Pomezia Roma              |      | 2009 – 2011 |
| Vigolzone                     |      | 2008 – 2009 |
| RC Cannes                     |      | 2007 – 2008 |
| La Lupa Copra Volley Piacenza |      | 2006 – 2007 |
| Magic Pack Esperia Cremona    |      | 2005 – 2006 |
| San Donà                      |      | 2003 – 2005 |
| Asystel Novara                |      | 2002 – 2003 |
| Romagnano                     |      | 2001 – 2002 |
| Vercelli                      |      | 2000–2001   |
| Biella                        |      | 1999–2000   |
| Chiavazzese                   |      | 1998–1999   |

## Sukcesy
- 2003 –  Super Puchar Włoch z zespołem Asystel Novara
- 2008 –  Mistrzostwo Francji z zespołem RC Cannes
- 2008 –  Puchar Francji z zespołem RC Cannes